# Олександрівська вулиця (Київ, Шевченківський район)
Олекса́ндрівська ву́лиця — вулиця в Шевченківському районі міста Києва, місцевість Нивки. Пролягає від проспекту Берестейського до Естонської вулиці.
Прилучається Нивський провулок.

## Історія
Вулиця виникла у 1-й третині XX століття, назву отримала завдяки храму св. Олександра Невського, збудованого у 1891–1893 роках та знищеного у 1930-х роках.
У XIX — на початку XX століття у центральній частині Києві також існувала Олександрівська вулиця, яка сполучала Поділ і Печерськ. 1919 року її перейменували на вулицю Революції, нині — це вулиця Михайла Грушевського, Володимирський узвіз та вулиця Петра Сагайдачного.

## Установи
- Дім молитви Євангельських християн-баптистів (буд. № 33)

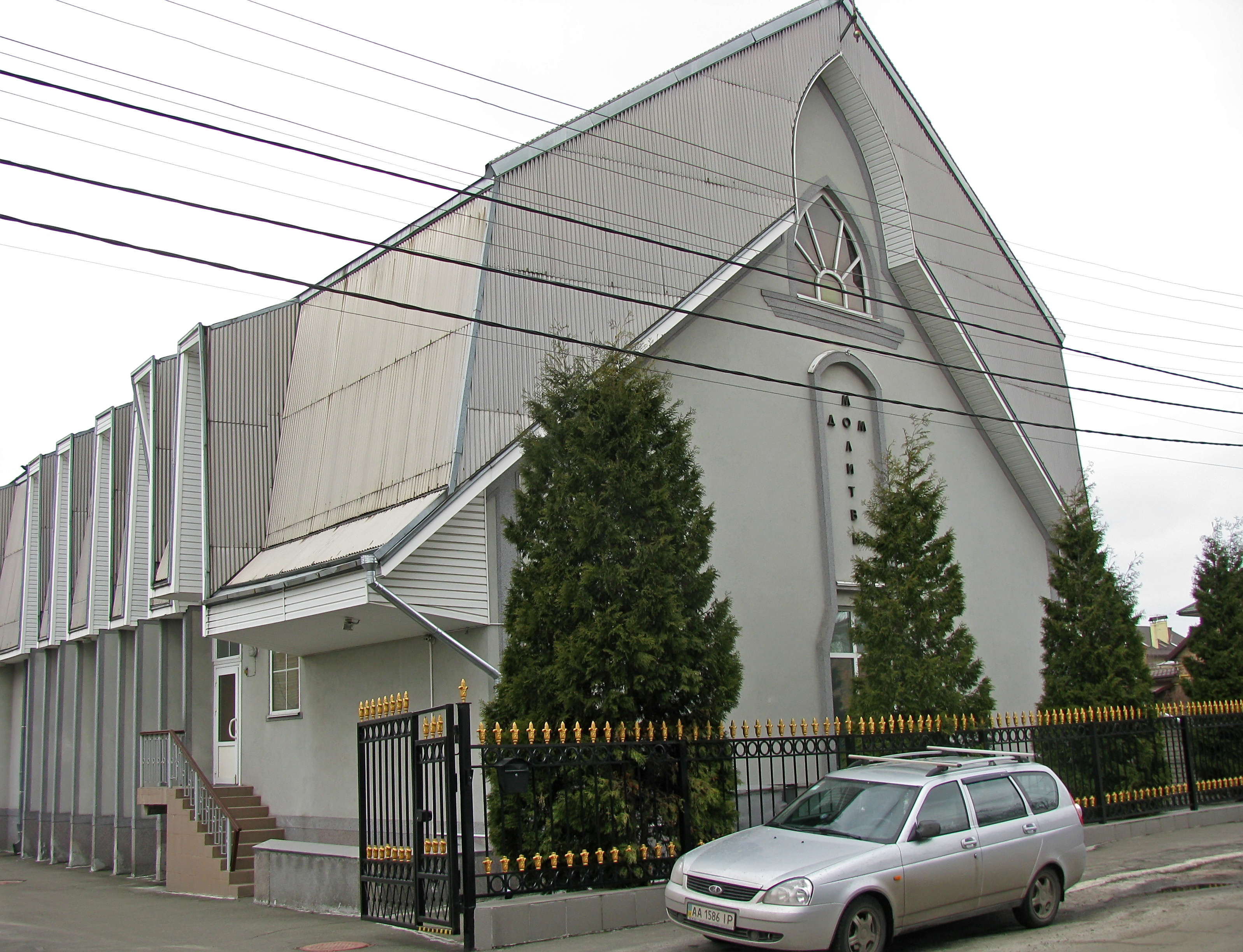
Дім молитви Євангельських християн-баптистів